# Sărătenii Vechi, Telenești
Sărătenii Vechi este satul de reședință al comunei cu același nume  din raionul Telenești, Republica Moldova.

## Istorie
Sărătenii pe Răut este menționat documentar în anul 1554:
„Din mila lui Dumnezeu, noi Alexandru voievod, domn al Țării Moldovei. Facem cunoscut cu această carte a noastră tuturor celor care o vor vedea sau o vor auzi citindu-se că această adevărată slugă a noastră Cazan pârcălab de Soroca ne-a slujit drept și credincios. De aceea, noi, văzând slujba lui dreaptă și credincioasă către noi, l-am miluit cu mila noastră deosebită, i-am dat în Țara noastră a Moldovei două locuri din Pustie, pe pârâul Răutului..., mai jos de Sărăteni și mai jos de gura Sagalii, la Fântâna lui Onea... și alt loc loc la Fântâna Voinicului Puliac, la stâlpul dc piatră, unde a fost coșarul lui Neag Verdeș, livezi și cu iazuri ..., locurile ... ce sânt în fața acelei bălți și fânaț și ...

...

Iar pentru mai mare putere și întărire a tuturor celor mai sus scrise, am poruncit credinciosului nostru pan Moghilă logofăt să scrie și pecetea noastră să o atârne la această carte a noastră.

A scris Dumitru Vascan, la Huși, în anul 7062 <1554> aprilie 29.”
Sărătenii este atestat și 5 aprilie 1642 într-un hrisov al lui Vasile Voievod, când Mihail Șipoteanu cumpără cu 40 de taleri de la Maria Ciurea și fratele ei Levinte partea lor de avere. Moșia răzășească a fost stăpânită de țărani până la 24 octombrie 1756, când Matei Ghica Voievod i-a trimis la Sărăteni pe Nicolae-serdarul și Carp-spătarul să hotărască soarta ei, deoarece apăruseră neînțelegeri între câțiva bătrâni. În timpul războiului ruso-turc de la sfârșitul sec XVIII, moșia satului Sărăteni trecu în posesia boierului Ioan Cantacuzino. Administrația rusă îi scuti de bir pe cei doi mazili și pe patru preoți din localitate. Dar convoaiele în drum spre front, ajungând la podul stricat de peste Răut, dădeau buzna în sat. Țăranii erau siliți să adăpostească, să hrănească nesfârșitele torente de cavaleriști și pedestrași. Băștinașii neputând suporta această grea povară, părăseau casele, se refugiau în codrii de peste lunca mlăștinoasă, acoperită de hățișuri imense și stufării. La începutul veacului al XIX-lea în sat rămaseră numai 88 de familii. O parte din populație își găsi azil în bordeiele de la viile din codru, punând astfel temelia cătunului Sărătenii Noi.
În epoca feudalismului nici o localitate din ținutul Orhei-Lapușna n-a cunoscut o asemenea înflorire ca Sărătenii de pe Răut. Conform recensământului din anii 1772-1774 aici se aflau 157 de case, cu 45 de gospodării mai mult decât în Târgul Orheiului. În această perioadă, Sărătenii cedau Chișinăului numai cu cinci case. Nu-i greu de presupus unde ar fi fost cu timpul reședința de județ sau capitala guberniei dacă peste un veac calea ferată Odessa-Iași se așternea nu pe valea râului Bic, ci prin Orhei, Sărăteni, Bălți spre Sculeni. Era în proiect și o asemenea variantă. Din cele 171 așezări ale ținutului Orhei-Lăpușna numai cinci întruneau atunci peste o suta de case: Chișinău (162), Sărăteni (157), Zberoaia (144), Orhei (112), Gangura (112). Acum trei secole, 19 localități din acest ținut cuprindeau fiecare peste 50 de gospodării. Unde mai pui că actualele centre raionale Telenești, Rezina, Criuleni, Strășeni dispuneau respectiv doar de 12, 28, 28 și 41 lăcașe.
În 1772 la Sărăteni făceau slujba patru preoți. Satul este așezat în centrul Basarabiei, la confluența a patru râuri – Răut, Dobrușa, Ciulucul Mare și Ciulucul Mic, de unde pornea o ramificare de cinci șleahuri – spre Târgu Orhei, schitul Dobrușa, cetatea Soroca, orașul Bălți și iarmarocul de la Telenești. Datorită acestei poziții geografice, el servea drept popas de etapă pentru ostași, curieri poștali, negustori, ocnași. Aici se aflau câteva prăvălii, hanuri, cârciumi și dughene. Populația se îndeletnicea cu agricultura, pescuitul, creșterea animalelor, comerțul. În documentele recensământului întâlnim nume mândre de șoimani – Toader Spătaru, Vasile Cucu, Ioniță Balmuș, Timofti Visca, Gheorghiță Gabura, Ștefan Lesanu, Toader Burcă, Constantin Vodă s.a. În podgoriile dincolo de râul Ciuluc plugul scoate și astăzi la suprafață cioburi de oale, oseminte și cărbuni putreziți. Sub rădăcinile copacilor zace așezarea preistorică Curmeiești, pângărită de triburile nomade, vatra de la care s-a desprins mai târziu localitatea de pe colina împrejmuită cu stufării din lunca Răutului.

În 1803 boierul Costache Sturza obținu de la Ioan Cantacuzino întreaga moșie, dar peste 14 ani, în 1817 ea deveni în părți egale proprietatea Ecaterinei Rosset și a lui Constantin Ghica. În 1834 se strămută cu traiul la Horești 4 familii ale lui Vasile Dohot, Dumitru Cernica, Ion si Isai Dohot. Dintre mazili rămăsese unul singur, Constantin Purice cu soția și doi copii. La 1 decembrie 1860 moșia Sărătenilor deveni proprietatea lui Alexandru Moruzi, prinț, porucic în armata rusă. El stăpânea 4.519 desetine de pământ la Sărăteni și o parte din moșia satului Coropceni.
În anul 1859 Sărătenii adunau 132 gospodării (221 bărbați și 211 femei), în 1875 – 203 gospodării, care dispuneau de 115 cai, 367 vite mari cornute și 1.928 de oi. Țăranii abia își reveneau după cumplita foamete din 1873 că în vara anului 1876 grindina le distruse toate semănăturile. Iar în decembrie veniră la cazare pe iarnă câteva companii din regimentul 131 infanterie Tiraspol. A urmat apoi ciuma teribilă din 1877, când pe o movilă din coasta satului răsăriră două cimitire proaspete. Întrucât satul era înconjurat din trei părți de lacuri, bălți și stufării, el cădea adesea pradă epidemiilor de malarie. În 1899 autoritățile țariste s-au văzut nevoite să deschidă aici un punct medical cu 6 paturi.

## Personalități
- Nicolae Gumalic (1867 - 1959), pictor;
- Nicolae Anestiadi (1916 - 1968), chirurg, profesor universitar;
- Vasile Anestiade (1928 - 2014), medic, profesor universitar;
- Oleg Gorea
- Leonid Popescu
- Ludmila Balan